# Dannemarie-sur-Crète
Dannemarie-sur-Crète település Franciaországban, Doubs megyében. Lakosainak száma 1503 fő (2022. január 1.). Dannemarie-sur-Crète Villers-Buzon, Pouilley-Français, Saint-Vit, Velesmes-Essarts és Chemaudin et Vaux községekkel határos.

## Népesség
A település népességének változása:
| Lakosok száma | 239  | 653  | 774  | 1271 | 1365 | 1411 | 1473 | 1522 | 1543 | 1503 |
|               | 1968 | 1982 | 1990 | 2006 | 2013 | 2015 | 2017 | 2019 | 2020 | 2022 |